# CGAL
CGAL (Computational Geometry Algorithms Library - Libreria di Algoritmi di Geometria computazionale) è una libreria che semplifica l'accesso in modo affidabile ad algoritmi di geometria computazionale.
Scritto inizialmente in C++, sono anche disponibili binding per Scilab e binding generati con SWIG (supporto per Python e Java per ora).
Il software è disponibile in regime di doppia licenza. Quando viene utilizzato per altri software open source, è disponibile sotto licenza open source (LGPL o GPL a seconda del componente). In altri casi deve essere acquistata una licenza commerciale, in diverse opzioni per clienti accademici/di ricerca e industriale.